# 이집트 신전

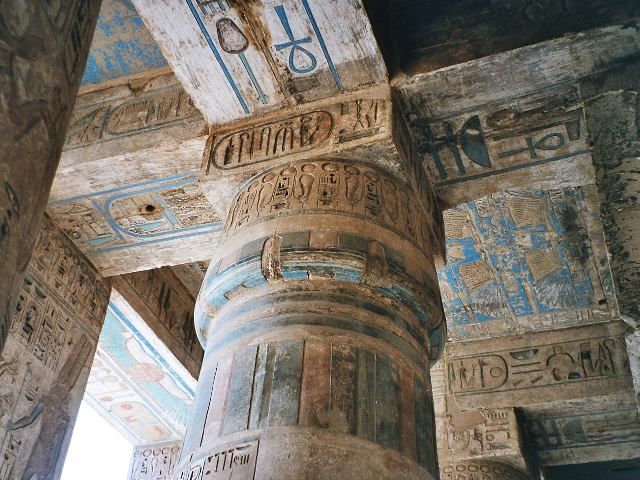

이집트 신전은 일반적으로 고대 이집트에 지어진 신전을 의미한다. 신전들은 이집트 선왕조시대 때부터 존재하였으며 문명의 발전에 따라 거의 모든 마을마다 신전들이 있었던 것으로 보인다.